# 아소산
아소산(일본어: 阿蘇山 아소산[*])은 구마모토현의 동부에 위치한 활화산이다. 세계 최대급의 칼데라와 웅대한 외륜산(外輪山)을 가진, '불의 나라(火の国)' 구마모토현의 상징적인 존재이다. 화산 활동이 평온한 시기에는 화구에 가까이 가서 견학할 수 있지만, 활동이 활발하거나 유독 가스가 발생할 경우는 화구 부근의 진입이 규제된다.
외륜산의 내측을 중심으로 하여 아소쿠주 국립공원으로 지정되어 있다. 온천과 관광ㆍ레저 스포츠가 산재한 유수의 관광지로, 여름이 되면 많은 라이더가 투어를 위해 방문하는 장소이다.
'아소 산'은 통칭으로, 정식 명칭은 아소 고가쿠(阿蘇五岳)라고 한다. 현재 분화구가 있는 산은 '아소 나카다케(阿蘇中岳)'이다.
2007년, "일본의 지질 100선"에 선정되었다.

## 개요
아소산은 세계적에서 가장 큰 칼데라와 웅대한 외륜산(somma)을 지니고 있으며, ‘불의 나라’ 구마모토현의 상징적인 존재로 사랑받고 있다. 화산 활동이 평온한 시기에는 화구에 접근하여 견학할 수 있지만, 활동이 활발해지거나 유독가스가 발생하면 화구 근처의 출입이 제한된다. 아소산은 통칭이지만 칼데라의 내부에 형성된 중앙의 높은 산들은 중앙 화구 언덕들로, 이것을 ‘아소오악’(일본어: 阿蘇五岳 아소고가쿠[*])으로 부르고 있다. 북측의 아소 계곡에서 바라본 아소오악의 모습은 석가가 누워있는 와불의 모습을 닮았다고 하며, 명물인 운해로 오악이 운해 사이에 떠 있는 모습은 특히 모두가 좋아하는 풍경이다.아소시 다이칸보에서 본 아소오악은 순서대로 다음과 같다.
- 네코다케 (根子岳) : 해발 1,433m로 톱니날 같이 생긴 산이다.
- 다카다케 (高岳) : 해발 1,592m로 가장 높은 산이다.
- 나카다케 (中岳) : 해발 1,506m로, 중앙부에 위치한 분화구가 있는 산이다. 일반적으로 아소 산이라고 하면 나카다케 화산 분화구 구경을 가리키는 정도 유명하다.[1]
- 에보시다케 (烏帽子岳) : 해발 1,337m로 나카다케와 기시마다케 사이의 산이다.
- 기시마다케 (杵島岳) : 해발 1,321m로 맨 오른쪽에 있다.

각 산의 산정 부근은 구쥬산(九重山) 또는 구쥬연산(九重連山)과 함께 미야마키리시마(철쭉의 일종)의 군락지로 활짝 피어날 때는 난코다니(南郷谷)에서부터 에보시타케(烏帽子岳)의 사면이 분홍색으로 물드는 산맥을 볼 수 있다. 네코타케는 지층 조사에 의하면 다른 산보다 오래 전 형성된 산으로 판명되어 칼데라 형성 이전부터 존재했던 산으로 추정된다. 칼데라 안쪽을 중심으로 〈아소쿠주 국립공원〉으로 지정되었다. 온천이나 관광, 레저를 할 수 있는 유수의 관광지이다. 여름이 되면 많은 라이더가 투어링으로 방문하는 장소이기도 하다.
분화 때의 재해 대책으로 나카타케(中岳) 화구 주변에는 대피소가 아홉 곳이 마련되어 있다. 대피소는 철근 콘크리트로 튼튼하게 지어져 있으며, 한 곳당 30명 정도 수용할 수 있다. 대피소의 내구성은 1989년 10월에 발생한 분화로 많은 화산 분화석이 떨어졌지만 대피소는 피해가 없어 그 견고함이 증명되었다.

## 지리

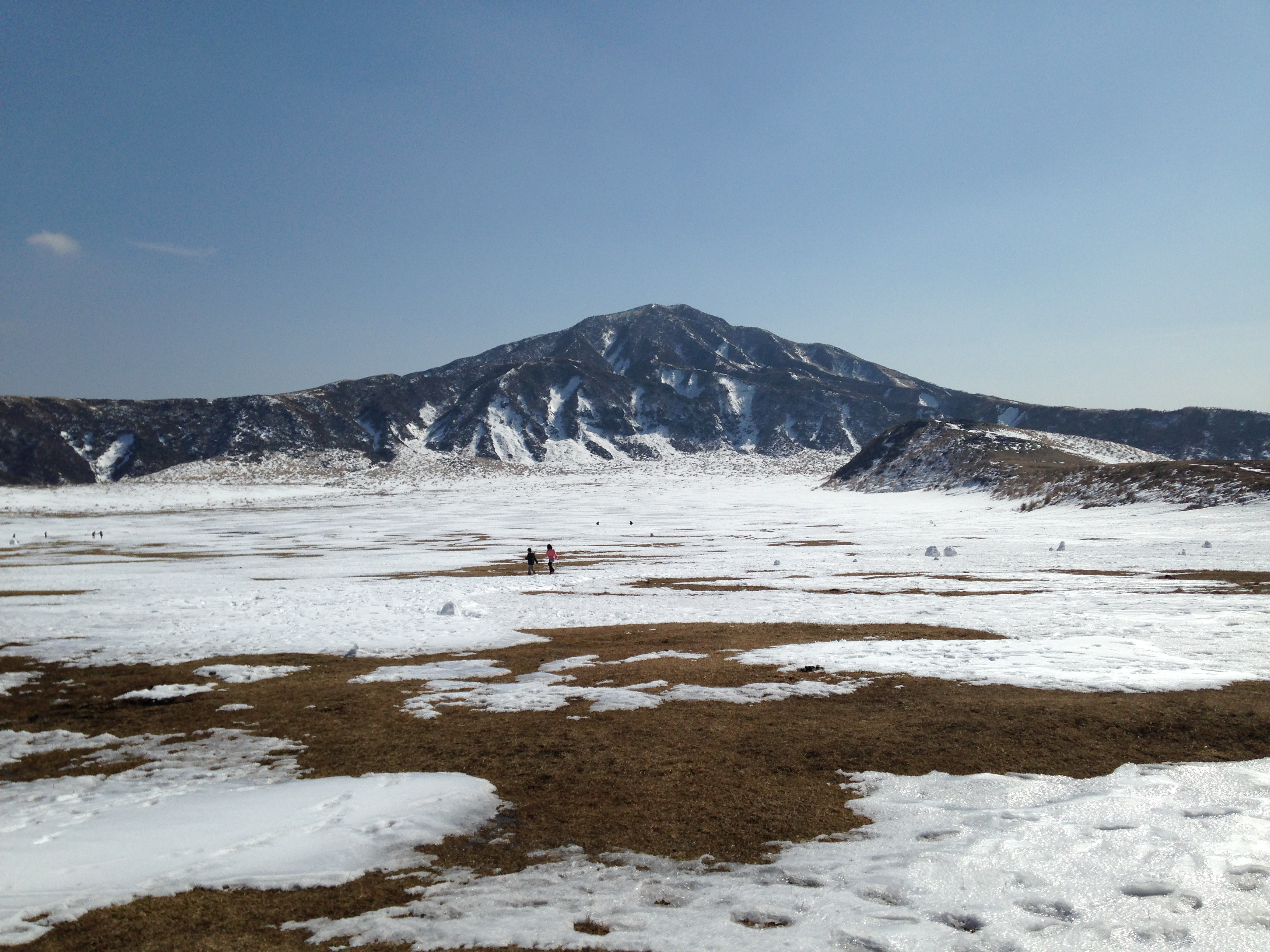
에보시다케와 쿠사센리

최고봉인 다카다케(高岳, 1,592.3m)를 비롯한 나카다케(中岳, 1,506m), 네코다케(根子岳, 1,408m), 에보시다케(烏帽子岳, 1,337m), 기시마다케(杵島岳, 1,270m)의 아소오악 외에 오조다케(往生岳, 1,235m) 등 1,000m 급의 산들이 이어진다. 에보시다케(烏帽子岳) 산정에는 일등삼각점 에보시다케, 서쪽의 다카다케(高岳) 산정에는 삼등삼각점 다카다케(高岳), 네코다케 정상 동쪽 능선에는 이등삼각점 네코다케(根子岳)가 설치되어 있다. 이 중 나카다케만 지난 70년동안 활화산이었으며, 1974, 1979, 1984–1985, 1989–1991, 2009, 2011, 2009, 2011, 2015년에 분화했다. 가장 최근에는 2016년 10월 8일에 폭발적 분화가 벌어지기도 했다.

### 기후
평야와 마찬가지로 태평양측기후이지만, 서안해양성기후(Cfb)에 속하기도 하며, 아소시가지 등의 대부분은 온난습윤기후이다. 대체로 홋카이도 남쪽으로부터 도호쿠 지방 북부에 걸친 태평양 연안의 기후와 비슷하며, 여름철 시원하고, 겨울에는 혹한이다. 나카다케 서쪽의 아소산에서(백엽상의 해발 1142.3m, 북위 32° 52.8', 동경 131° 04.4')는 1931년 11월부터 지상 기상 관측이 이루어져 왔다. 1939년 11월에는 아소산 측후소가 설치되었고, 2009년 10월 측후소가 폐지되었고 아소산 특별한 지역 기상 관측소에서 자동 관측이 이루어지고 있다.
연평균 기온은 9.9℃로 규슈의 다른 지역에 비해 크게 낮고, 도호쿠 지방의 대부분의 도시에 비해 낮은 값을 가진다. 강수량은 연간강수량 3206.2mm로 매우 많고, 특히 6월부터 7월까지 장마 때는 비가 억수같이 내려서 풍부한 빗물이 대지를 적시고, 현의 지하수 자원이 되기도 한다.
| 아소산의 기후            | 아소산의 기후 | 아소산의 기후 | 아소산의 기후 | 아소산의 기후 | 아소산의 기후 | 아소산의 기후 | 아소산의 기후 | 아소산의 기후 | 아소산의 기후 | 아소산의 기후 | 아소산의 기후 | 아소산의 기후 | 아소산의 기후    |
| 월                       | 1월           | 2월           | 3월           | 4월           | 5월           | 6월           | 7월           | 8월           | 9월           | 10월          | 11월          | 12월          | 연간             |
| ------------------------ | ------------- | ------------- | ------------- | ------------- | ------------- | ------------- | ------------- | ------------- | ------------- | ------------- | ------------- | ------------- | ---------------- |
| 일평균 최고 기온 °C (°F) | 0.9 (33.6)    | 2.3 (36.1)    | 6.6 (43.9)    | 12.8 (55.0)   | 16.6 (61.9)   | 19.3 (66.7)   | 22.3 (72.1)   | 23.3 (73.9)   | 20.2 (68.4)   | 15.1 (59.2)   | 9.1 (48.4)    | 3.8 (38.8)    | 12.7 (54.8)      |
| 일일 평균 기온 °C (°F)   | −2.1 (28.2)   | −1.0 (30.2)   | 2.7 (36.9)    | 8.8 (47.8)    | 13.0 (55.4)   | 16.3 (61.3)   | 19.7 (67.5)   | 20.2 (68.4)   | 17.1 (62.8)   | 11.6 (52.9)   | 6.3 (43.3)    | 0.7 (33.3)    | 9.4 (49.0)       |
| 일평균 최저 기온 °C (°F) | −5.0 (23.0)   | −4.2 (24.4)   | −0.8 (30.6)   | 5.2 (41.4)    | 9.5 (49.1)    | 13.6 (56.5)   | 17.5 (63.5)   | 18.0 (64.4)   | 14.5 (58.1)   | 8.5 (47.3)    | 3.1 (37.6)    | −2.3 (27.9)   | 6.5 (43.7)       |
| 평균 강수량 mm (인치)    | 106.1 (4.18)  | 132.1 (5.20)  | 205.2 (8.08)  | 268.7 (10.58) | 314.9 (12.40) | 584.9 (23.03) | 670.3 (26.39) | 389.4 (15.33) | 250.3 (9.85)  | 148.1 (5.83)  | 111.6 (4.39)  | 78.3 (3.08)   | 3,259.9 (128.34) |
| 평균 강설량 cm (인치)    | 36 (14)       | 28 (11)       | 12 (4.7)      | 1 (0.4)       | 0 (0)         | 0 (0)         | 0 (0)         | 0 (0)         | 0 (0)         | 0 (0)         | 1 (0.4)       | 13 (5.1)      | 91 (35.6)        |
| 평균 상대 습도 (%)       | 84            | 84            | 79            | 77            | 77            | 85            | 90            | 88            | 86            | 80            | 80            | 83            | 83               |
| 평균 월간 일조시간       | 87.3          | 95.0          | 134.7         | 146.7         | 156.6         | 109.2         | 113.5         | 138.4         | 119.1         | 146.8         | 121.2         | 101.3         | 1,469.8          |
| 출처: NOAA (1961-1990)   |               |               |               |               |               |               |               |               |               |               |               |               |                  |

### 범위

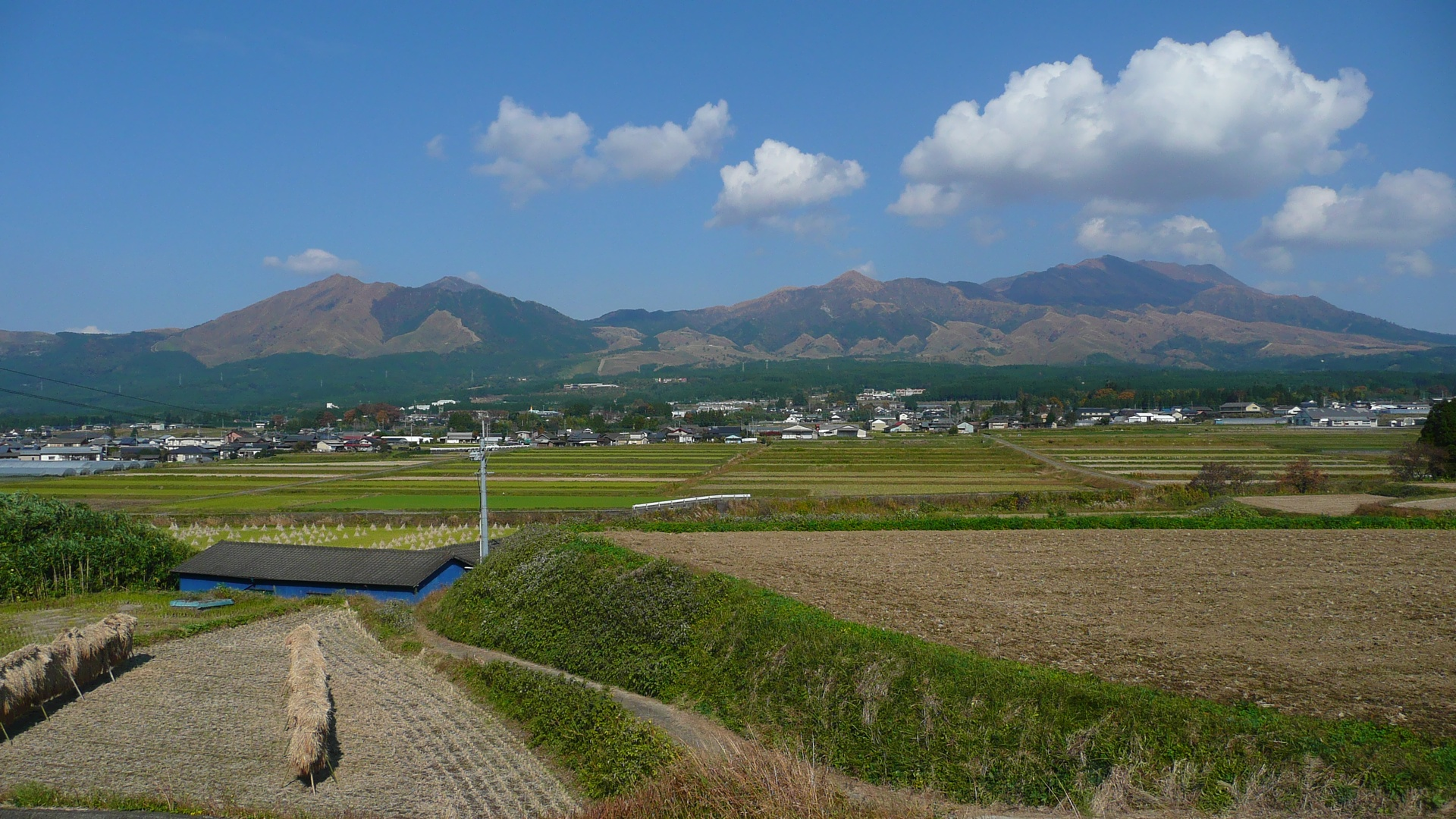
미나미아소촌에서 본 중앙 화구 언덕군

일반적으로 ‘아소산’이라고 부르는 경우는 중앙분화구 산악군인 네코다케, 다카다케, 나카다케, 에보시다케, 기시마다케의 다섯 개의 산의 총칭을 말한다. 최고 지점인 다카다케는 해발 1,592미터에서 이른다. 나카다케의 화구는 현재도 연기가 계속 피어나며, 때때로 폭발하는 활화산으로 화구 서쪽 아소산 공원 도로까지 미치고 있다.

### 아소산 칼데라

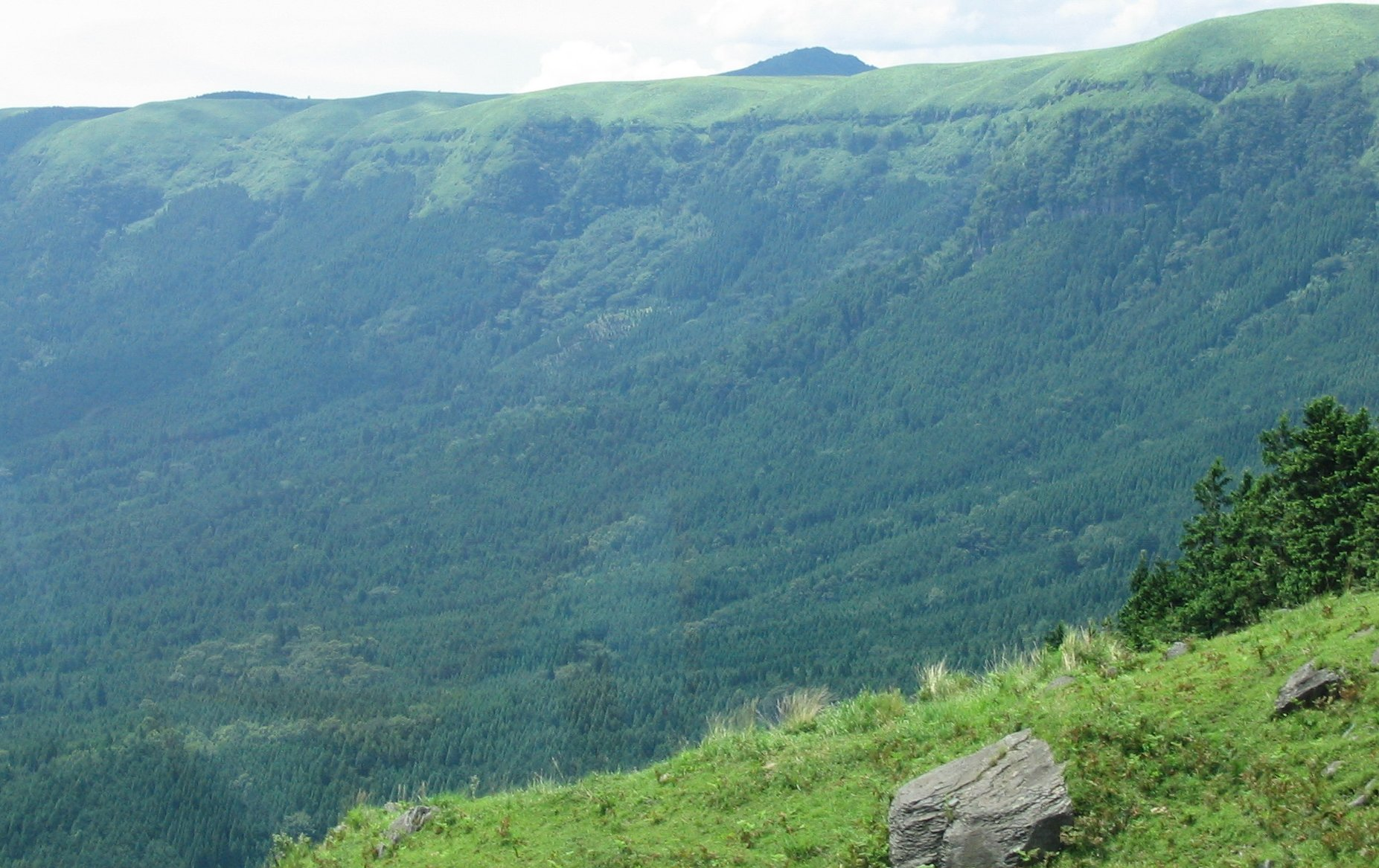
칼데라 벽

더욱 큰 범위에서는 30만 년 전 ~ 9만 년 전에 발생한 네 차례의 거대한 칼데라 분화에 의해 형성된 아소 칼데라가 있다. 그 크기는 일본에서 두 번째이며, 가장 큰 것은 홋카이도의 굿샤로 칼데라이며, 세 번째는 가고시마현 사쿠라지마 북쪽에 있는 아이라 칼데라이다. 아소산은 분화구도 바다도 없고, 칼데라 안에 서서 주위의 외륜산을 바라볼 수 있다. 칼데라를 둘러싼 외륜산도 아소 화산에 포함하면 동서로 약 18km, 남북으로 약 25km에 이른다. 칼데라를 내려다 보는 다이칸보 등은 칼데라 화산 폭발 전 화산 활동에 의한 용암과 칼데라 분화에 의한 화산쇄설류 퇴적물(용결응회암)로 구성된 산이다.
칼데라 분지 중앙 화구악에 의해 남북으로 양분되어 북쪽을 아소곡(阿蘇谷), 남쪽을 남향곡(南郷谷)이라고 한다. 아소곡은 아소시에, 남향곡은 아소군 다카모리 정과 미나미아소촌에 속한다. 아소곡에는 구마모토와 오이타를 잇는 JR 호히 본선이 지나가고, 그 다테노 역에서 갈라지는 제3섹터 미나미아소 철도 다카모리 선이 남향곡을 달리고 있다. 칼데라 내에는 샘물이 풍부하고 평탄한 지형이 계속되고 있기 때문에 농업 생산에 적합했다. 오래 전부터 사람이 살았고 취락을 형성하고 있었다. 7세기 수나라의 역사서 수서에는 ‘아소산’의 이름이 언급되어 있고, ‘불을 내뿜는 산’으로 알려져 있었다.

### 화산쇄설류 고원의 범위
9만년전의 거대한 칼데라 화산 폭발에 의한 분출물은 600km3(거의 후지산 산체의 모든 면적) 이상에 도달하였고, 화산쇄설류는 규슈의 절반을 덮은 것으로 추정하고 있다. 특히 두껍게 퇴적된 지역에서 화산쇄설류 고원이 남아 있다. 이 테라스는 규슈 중앙부에 넓게 분포하고, 완만하게 물결치는 평원을 형성하고 있다. 주변 지자체인 구마모토현 다카모리 정 동남부 구마모토현 야마토정 북부 일대 외에도 이웃한 현인 미야자키현 고카세정 북부와 동쪽의 현 니시우스키군 다카치호정, 오이타현 다케타시도 그 안으로 들어간다.

## 화산활동

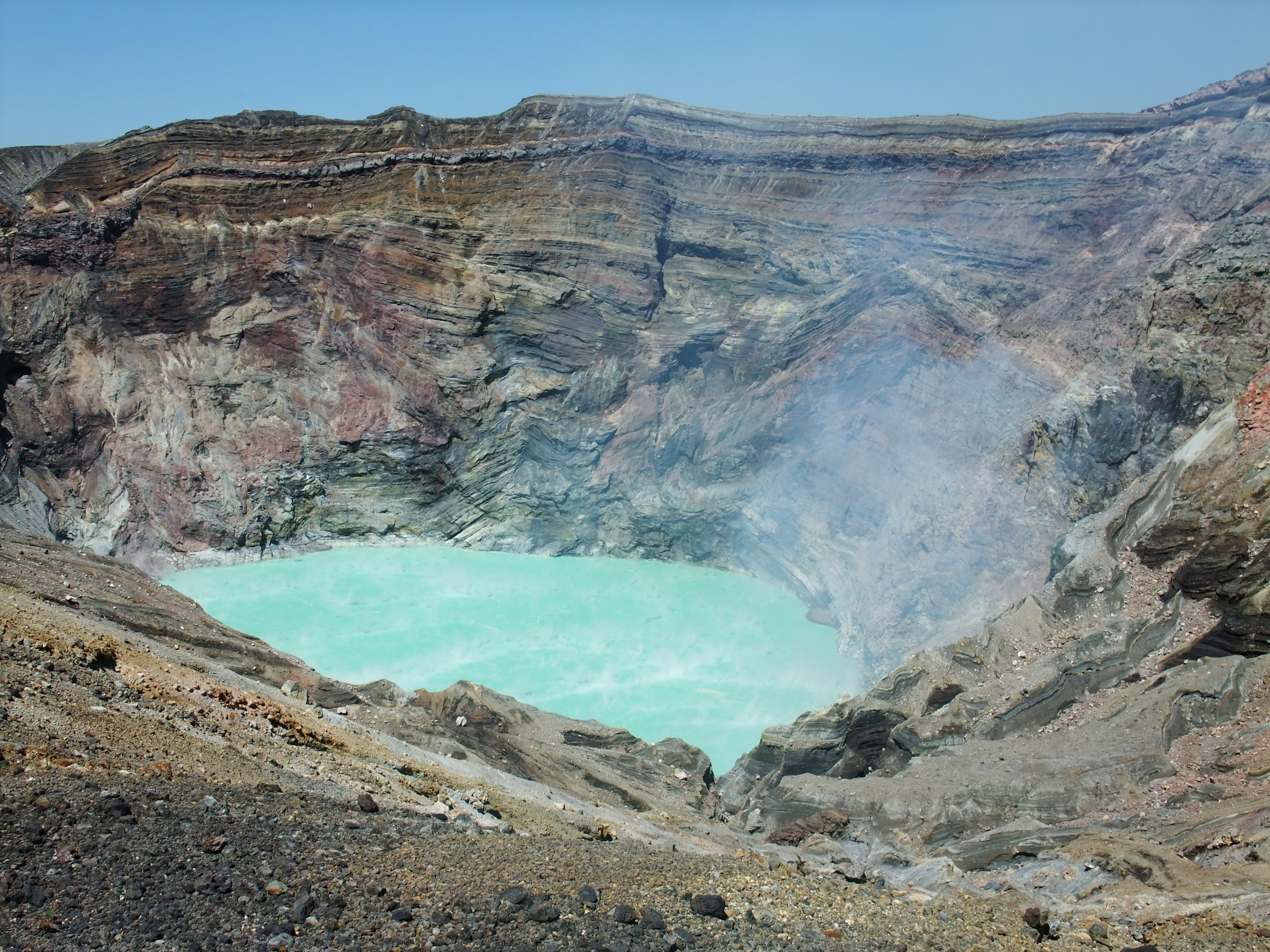
나카다케의 첫번째 분화구

약 600만년 전부터 35만년 전까지의 활동이 보고되었다. 그러나 대부분의 활동은 약 85만년 전보다 새로운 활동에 의한 것이다. 한편 과거 1만년간 활동한 화산과 분출물은 헤비노 암재구(蛇ノ尾スコリア丘), 적수용암(赤水溶岩), 키시마다케(杵島岳, 약 4000년 전)와 오조다케(往生岳, 약 3600년 전), 요네즈카(米塚, 약 3300년 전)와 나카다케(中岳) 등이다.
활동 양식에서 칼데라 형성 이전 선칼데라 화산 활동기의 선아소 화산군, 칼데라 분화를 반복한 칼데라 형성기, 칼데라 분화 이후 중앙화구구군의 활동이 중심이 된 후 칼데라 화산 활동기와 같이 세 단계로 나눌 수 있다. 또한 폭발적 분화가 특징이며, 타카노 오바네 용암(高野尾羽根溶岩) 등을 찾아볼 수 있지만, 용암류를 유출시키는 활동은 적었다.

### 선아소 화산군

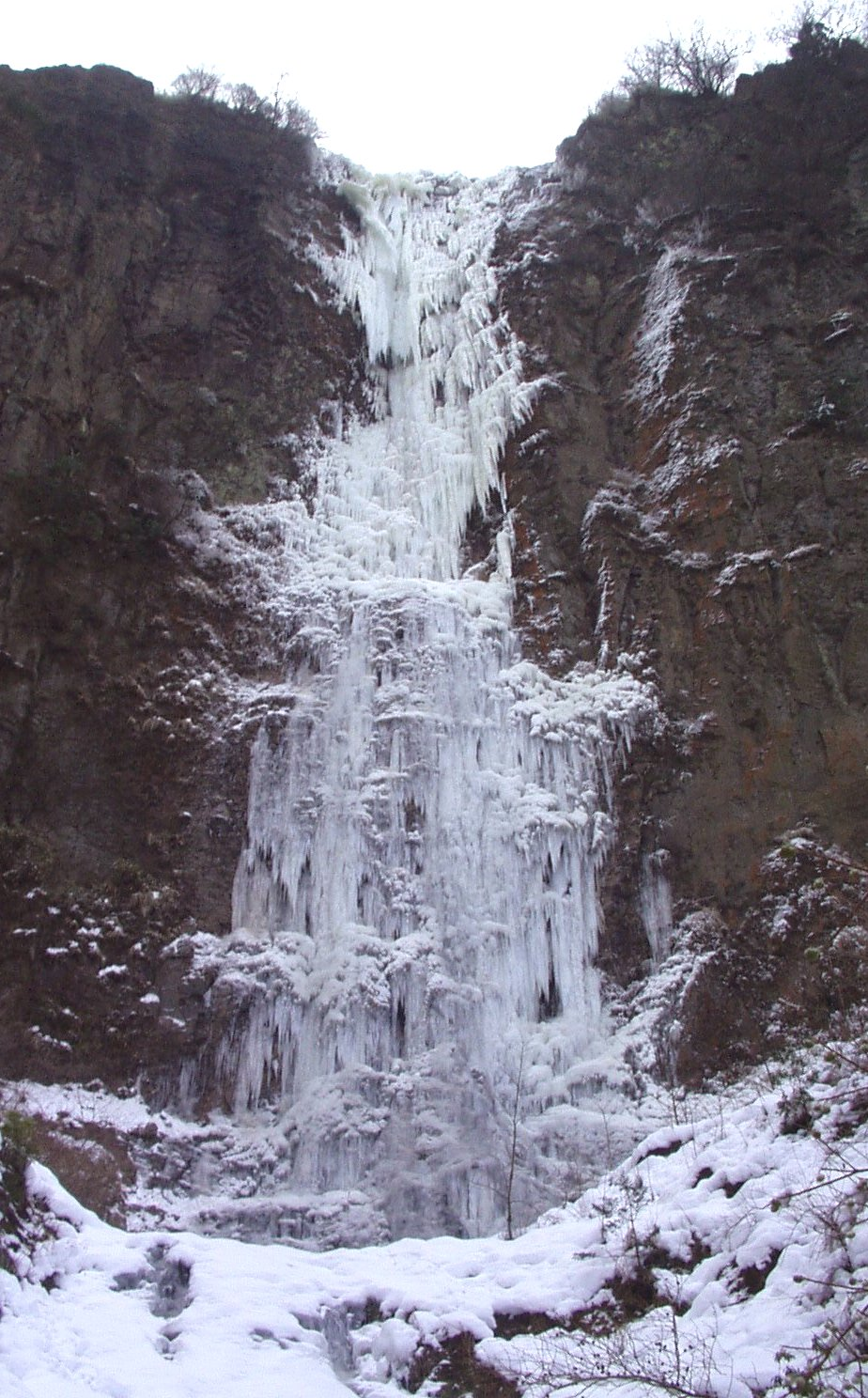
선아소 화산의 용암 절벽을 흐르는 코겐의 폭포

30만 년 전에 현재의 외륜산 등을 형성한 화산의 비교적 소규모의 활동이 있었다. 또한 이러한 화산군은 칼데라 아래에 매몰되어 있었다.

### 칼데라 형성기
약 27만 년 전부터 9만 년 전에 대규모 분화가 네 차례(Aso1-4) 있었다. 대량의 화산 자갈과 화산재를 분출했기 때문에 광범위하게 화산쇄설류가 도달하여 분화구 주변에는 화산쇄설류 대지와 거대한 칼데라가 형성되었다.
1. Aso1 : 약 266,000년 전에, 분출량 32 DRE km3
2. Aso2 : 약 141,000년 전에, 분출량 32 DRE km3
3. Aso3 : 약 130,000년 전에, 분출량 96 DRE km3
4. Aso4 : 약 90,000년 전에, 분출량 384 DRE km3

그 중에서도 네번 째 분화(아소4 테프라 : Aso4)는 가장 규모가 컸고, 분출량은 약 600 km3를 넘어 섰으며, 화산쇄설류는 규슈 중앙부를 덮었고, 일부는 바다를 건너 야마구치현 아키요시 고원까지 도달했다. 화산재는 동해 해저 홋카이도까지 도달했으며, 한반도에서도 확인되고 있다. 아소3 테프라, 아소4 테프라 화산재로 만들어진 지층을 찾아 내면 연대를 확인할 수 있기 때문에 식물학, 고고학 등 다양한 연구 분야에서 중요한 지표 퇴적물로 사용되고 있다.

### 후칼데라 화산 활동기

아소4, 화산쇄설류와 아소4 테프라의 확산, 화산쇄설류는 구슈의 거의 전역에 도달했고, 호사산재는 홋카이도 남부의 넓은 지역에 15cm 이상 쌓였다

중앙화구 언덕군의 다카다케, 나카다케, 에보시다케,기시마다케는 네 번째의 거대한 칼데라 화산 폭발 후 활동한 화산이다. 나카다케는 지금도 활발한 활동하고 있다. 기시마다케는 네 번째의 거대한 칼데라 화산 폭발보다 더 이전의 것으로 추정되고 있다. 후칼데라 화산 활동을 연구한 나가오카(2004)는 활동을 몇 단계로 분류했다.
- 8만년 전 : 아소-4 화산쇄설류 분출 직후부터 시작된 ‘다카모리 단계’에서는 프리니식 분화, 마그마 수증기 폭발.
- 연대 불명 : ‘사쿠라마치 단계’에서 마그마 수증기 폭발이 특징으로, 옛아소 호수, 크기노 호수가 존재하던 시절.
- 5만년 전 ~ 3만년 전 : ‘오기 단계’로 강하 경석, 스코리아, 화산재, 암석 구조 등 변화무쌍한 분출물을 가져오는 폭발로 프리니식 분화, 서브 프리니식 분화, 불카노식 분화 등 각종 폭발이 번갈아 일어났다. 타카노 오바네 용암(高野尾羽根溶岩)을 분출한 활동도 해당한다.
- 3만년 전 ~ 1만 5천 년 전 : ‘나미노 단계’로 다카다케와 나카타케는 화산 고기 산체 서브 프리니식 분화, 프리니 식 분화.
- 15,000년 후~ : ‘이치노미야 단계’로 나카다케는 화산 고기 및 신기 산체의 불카노식 분화로 그 이전의 활동과는 달리 비교적 소규모 활동을 한다.

### 역사 이후의 활동
주로 나카다케를 중심으로 6세기 무렵부터 빈번한 활동이 기록되어 있으며, 일상적으로 토사 분출, 적열 현상 분화가 관측되고 있다. 기록에 남아 있는 뚜렷한 활동은 다음과 같다.
- 1274년 분석과 화산재가 떨어져 내려 논밭이 황폐화
- 1558년부터 1559년 새로운 분화구 생성
- 1780년 화산재가 떨어져 농작물 피해 발생
- 1816년 수증기 폭발과 분석으로 1명 사망
- 1854년 2월 26일 분화로 참배객 3명 사망
- 1872년 12월 30일 분화로 유황을 채굴하던 작업자 몇 명 사망
- 1884년 중앙 화구의 가장 북쪽에 새로운 분화구 생성
- 1929년 화산재로 다량의 농작물과 우마에 피해
- 1930년 공진의 영향으로 아소산 관측소 유리 파손
- 1933년 제1, 제2 분화구 활동 활발 직경 1m에 가까운 적열 분석이 높이 솟아 수백 미터가량 비산
- 1953년 제1 분화구에서 분출한 분석으로 관광객 6명 사망, 90여명 부상
- 1958년 제1 분화구에서 분출물로 산 중턱 일대에 다량의 화산재가 쌓이고, 사망자 12명, 부상자 28명 발생.
- 1979년 楢尾岳 주변에서 사망자 3명, 중상 2명, 경상 9명, 화구 동쪽 역사 피해
- 1989년 다량의 화산재로 농작물에 피해
- 2007년 분화 경계 레벨1
- 2011년 도호쿠 지방 태평양 해역 지진 이후, 분화구 북서쪽 10km 부근의 지진 활동이 일시적으로 증가

### 2014년 이후
2014년에는 2011년을 끝으로 분화하지 않던 아소 산이 다시 분화하였다. 이때 분화구에선 붉은 용암이 나타났으며 화산재도 일부 뿜어나왔다.
2015년 9월 14일 오전 9시 43분 분화가 발생하여, 연기가 2,000m 상공까지 치솟고, 화구 주변에 분석이 날아다녔다. 일본 기상청은 이번 폭발로 인해 분화 경계 수위를 기존에 2단계에서 3단계로 격상시켰고 현지 당국은 주민의 안전과 등산객에게 아소 산에서 피난할 것을 권고했다.
2016년 10월 8일 오전 1시 46분에는 폭발적 분화가 발생했다. 나카다케 제1분화구에서 발생한 것으로, 1km 이상 넓은 범위로 분석이 날아간 것으로 추정됐다. 분연 (분화로 인한 연기)도 11,000ｍ 상공까지 올라간 것으로 파악됐다. 아소 산에서 폭발적 분화가 발생한 것은 1980년 1월 26일 이후 36년 9개월 만이며, 분연이 3,000m 이상 관측된 것도 1998년 이후 처음이다. 아소시 등 구마모토현의 지자체에서는 이 날 오전 29,000가구가 한때 정전됐으며, 화산재가 덮치면서 JR 호히 선(豊肥線) 철도의 일부 구간 운행이 중단됐다.

## 관광
이전 분화구까지 자가용으로 접근할 수 없었지만, 최근 주차장이 정비되어 분화구까지 도보 1분 거리까지 자가용으로 갈 수 있으며, 또한 아소산 로프웨이도 정비되어 있다. 산록에는 여러 캠프장도 있고, 쿠사센리(草千里)에서 승마도 이루어지고 있다. 특히 쿠사센리는 풍광이 좋고, 일본 근대시에도 나올 정도로 국가의 명승 및 천연 기념물로 지정되어 있다. 아소를 촬영한 사진은 촬영하기 쉬운 아소곡에서 본 것이 많지만, 아침에는 역광이 비추므로 남향곡에서 촬영하는 것이 좋다.

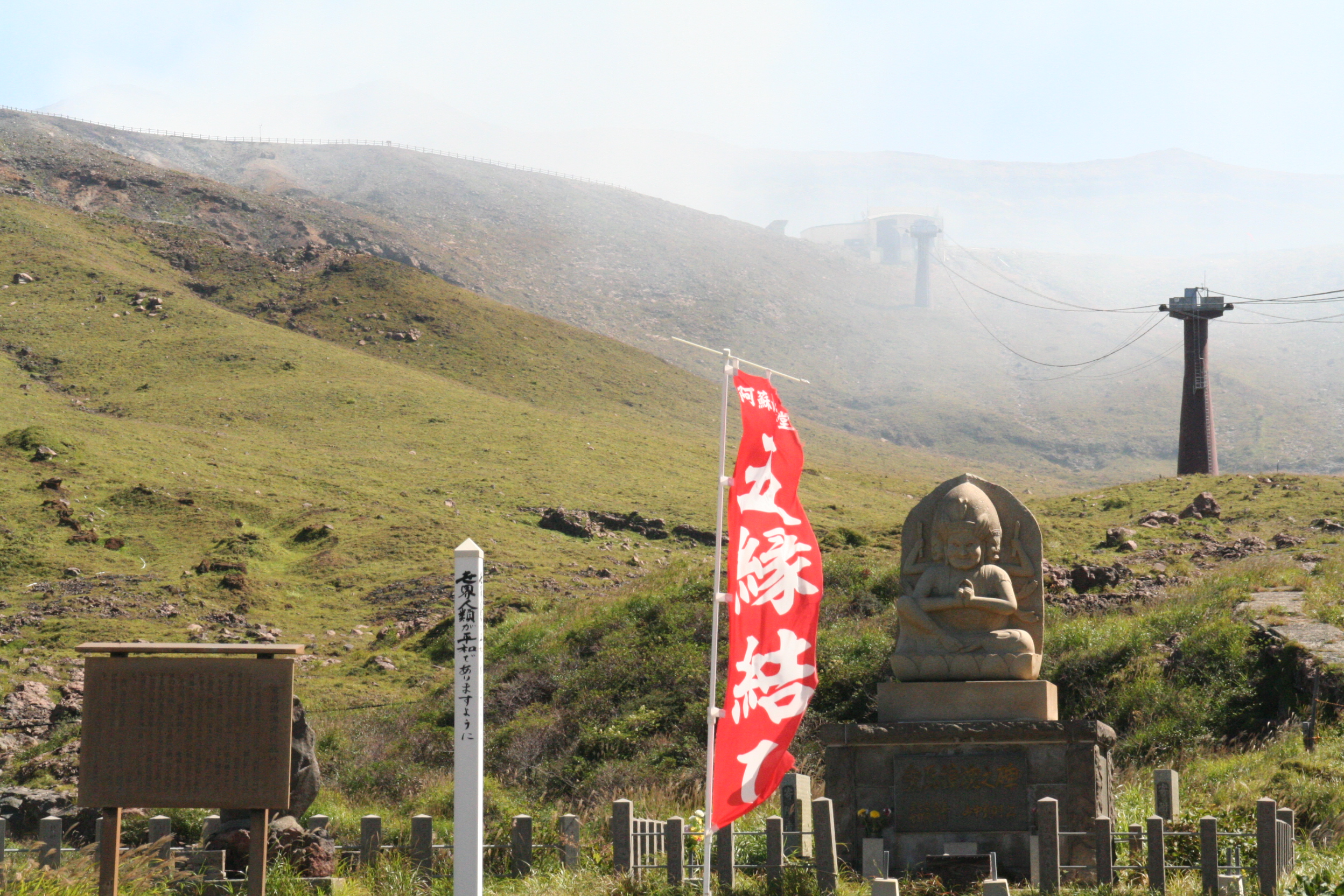
아소산 로프웨이역
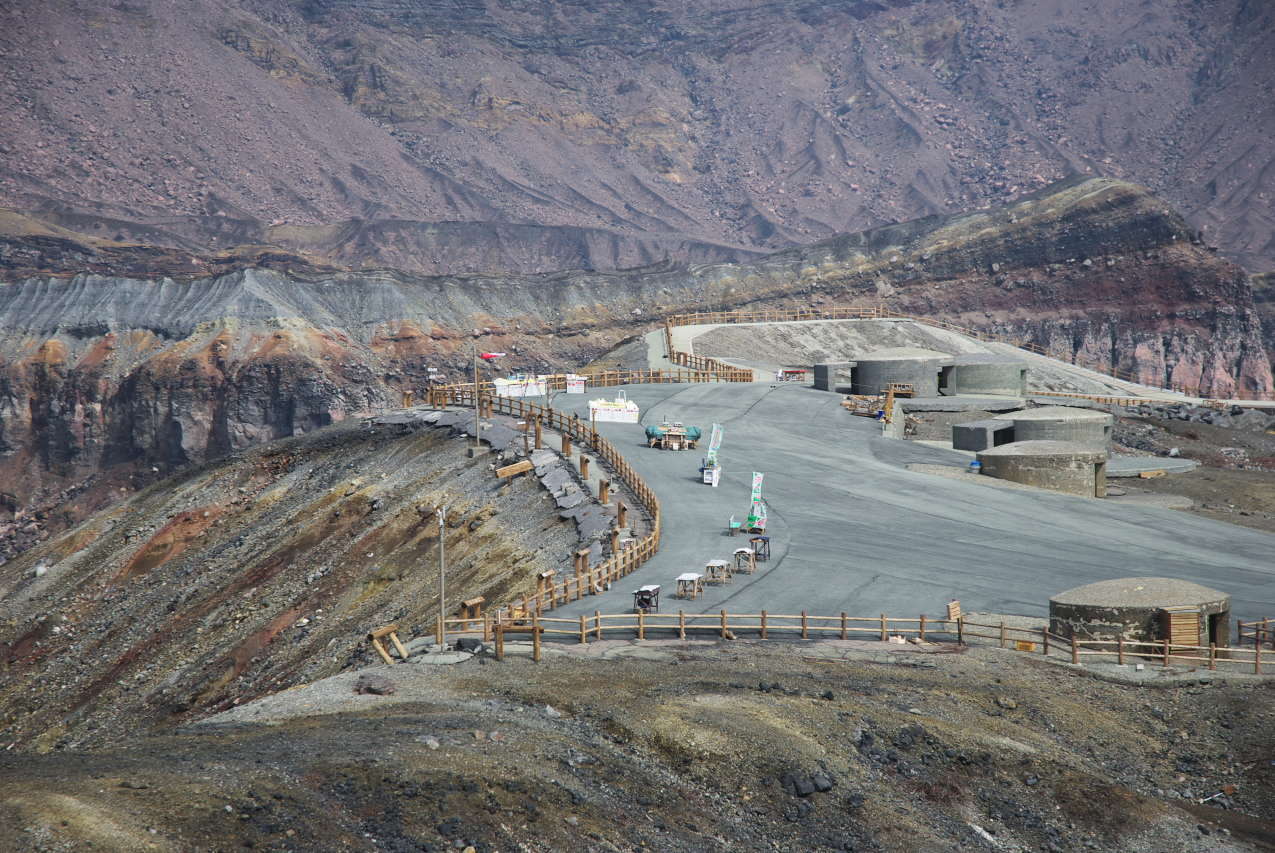
입산 금지기의 전망대 모습, 2007년
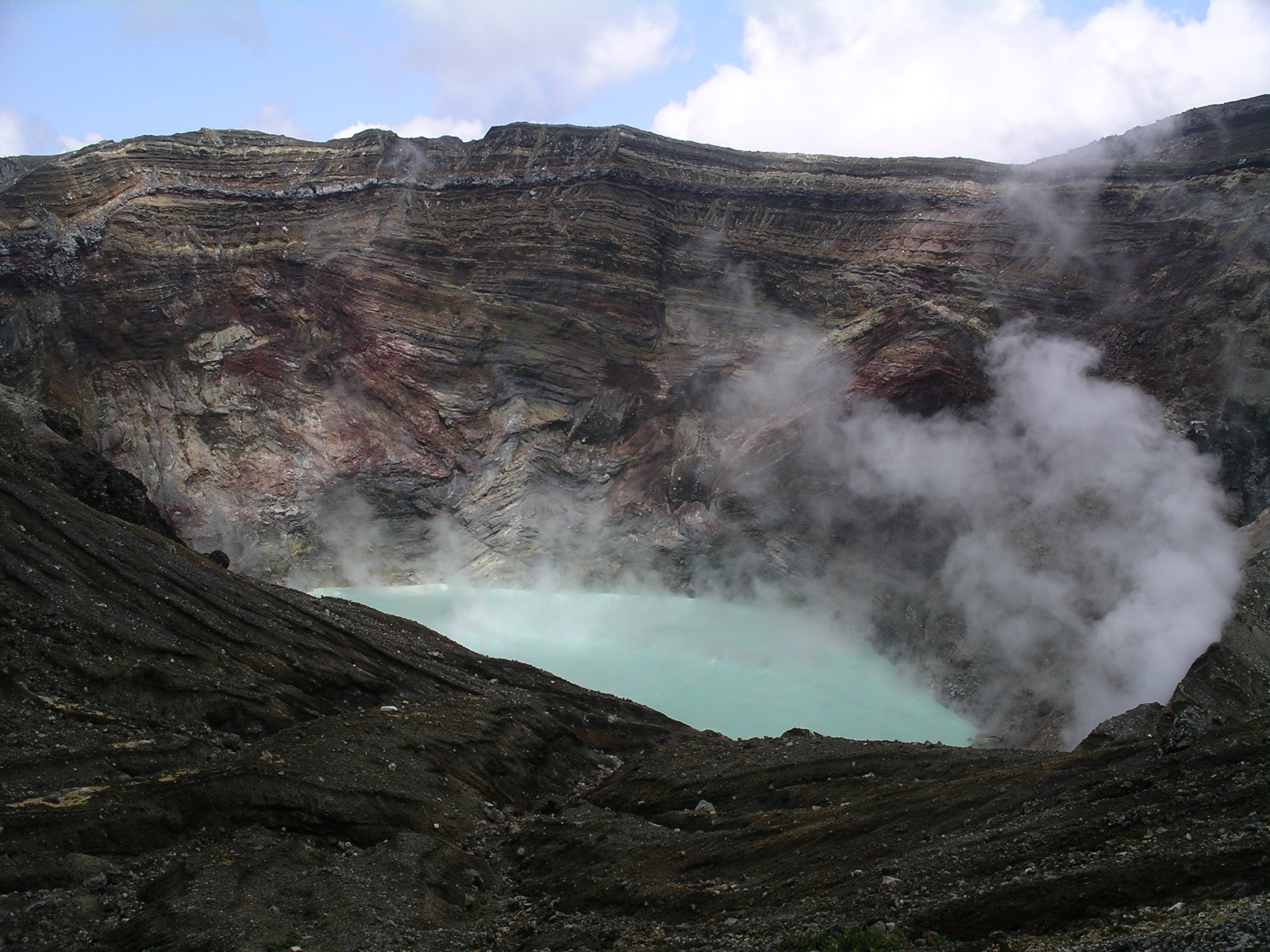
나카다케의 분화구
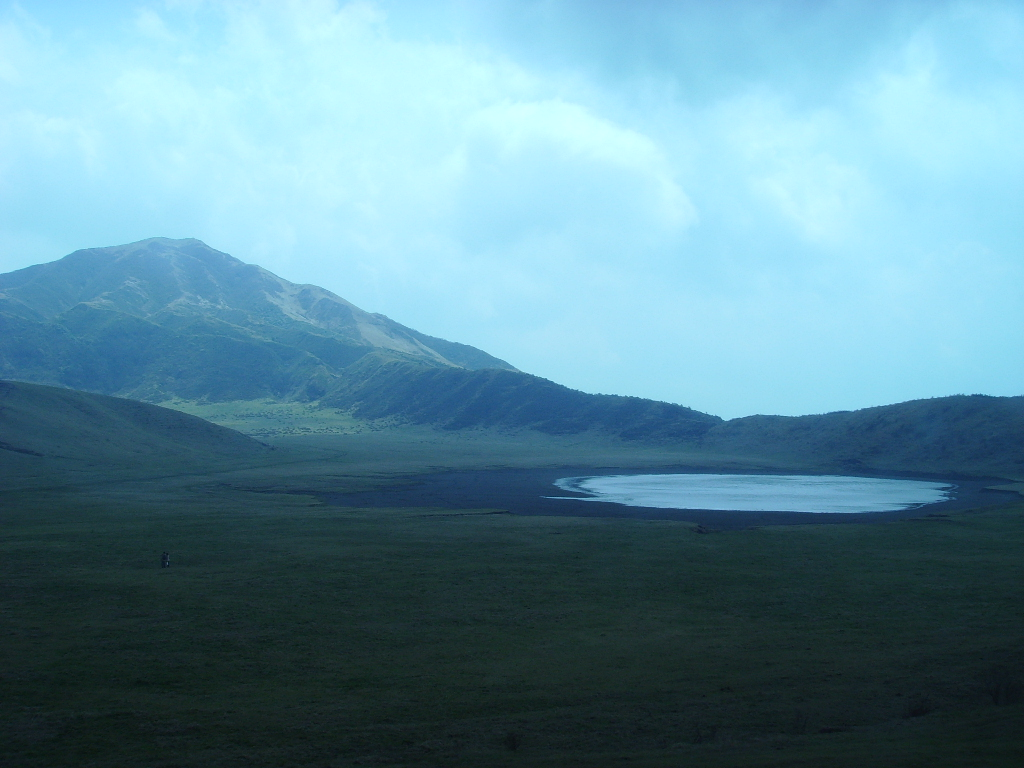
아소 산과 대초원 쿠사센리

### 온천
아소산은 거대한 화산이기 때문에, 그 주변에는 많은 온천이 있다. 아소 쿠주 국립공원에 속하며 칼데라에는 아소 우치노마키 온천(阿蘇内牧温泉)과 아소 아카미즈 온천(阿蘇赤水温泉)의 온천 마을이 있고, 에보시다케 주변에는 루타마 온천(垂玉温泉)과 지코쿠 온천(地獄温泉) 등 한 채 숙소가 있다. 외륜산 북쪽 미나미오구니정에는 구로카와 온천(黒川温泉), 하게노유 온천(はげの湯温泉) 등 많은 온천이 솟아나고 있으며, 국민 보양 온천지로 지정되어 있다.

### 박물관
- 아소화산박물관

악천후나 분화구 출입이 통제될 때 아소 산을 더 자세히 배울 수 있는 관람 대체 시설로, 규슈산업교통이 아소마치의 보조를 받아 설립했다. 박물관 안에는 상시 전시되어 있는 화산 관련 전시품(용암 등)과 관련 상품 등도 준비되어 있다. 또한 이 시설에 의해 분화구에 카메라를 두 대 설치하고 현재의 화구 상황을 실시간으로 관찰할 수 있게 하고 있으며, 화구의 소리도 동시에 들을 수 있기 때문에 현장감보다 학술적인 화구 견학을 즐길 수 있다.

## 전설

### 네코다케가 톱니머리가 된 이유

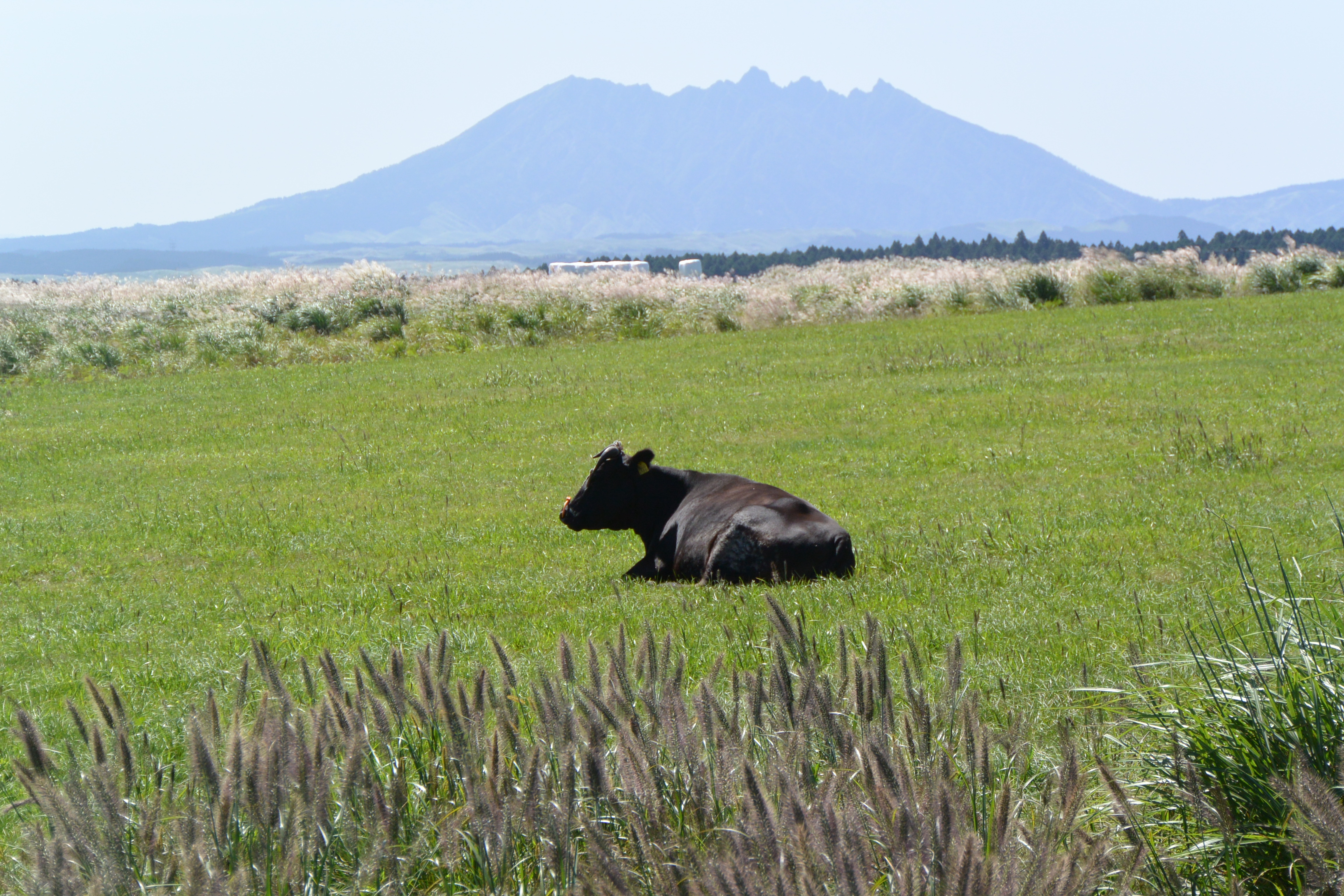
구마모토현 우부야마촌에서 본 아소 산의 네코다케

타카다케, 나카다케, 에보시다케, 키시마타케 그리고 막내 네코다케는 누가 가장 빨리 높이 될 지 경쟁하고 있었다. 결과 네코다케가 큰아들 타카다케를 제치고 가장 높아졌다. 그러나 그것은 도깨비들이 아소의 나라에서 자유롭게 날뛰게 해주는 대신 타케다케로부터 흙을 날라 자신의 머리에 쌓아 놓았기 때문이었다. 이를 알게 된 아소의 대명신 다케이와타쓰노미코토는 진노하면서 네코다케의 머리를 수없이 때렸다. 그 덕분에 네코다케는 톱니 머리처럼 되었다.

### 히고국의 고양이
히고국의 고양이는 7세가 되면서 네코다케에서 수행을 온다고 한다. 주변지역에 사는 고양이들이 많이 모여서 발음은 같지만 ‘고양이산’을 뜻하는 네코다케(猫岳)라고도 불린다. 그리고 사람으로 변해 길 잃은 여행자를 유인하여 춤을 춘 뒤 자고 있는 틈을 이용하여 잡아먹었다고 한다. 또는 나그네가 온천을 하다가 고양이로 변했다는 이야기도 전해지고 있다.

### 타테노 화구뢰(立野火口瀬)
먼 옛날 아소 외륜산에는 틈이 없었고, 그 안에 물이 고여 광대한 칼데라 호수가 되어 있었다. 다케이와타쓰노미코토(健磐龍命)가 이 물을 없애고 논밭을 만들려고 생각했다. 그래서 외륜산의 일부를 깨뜨릴려고 했다. 첫 번째로 도전한 장소는 좀처럼 깨뜨릴 수가 없었다. 왜냐하면 그 장소는 산이 이중으로 되어 있기 때문에, 이후 ‘후다에토우게’(二重峠)라고 불리게 되었다. 다른 곳에서 다시 도전하여 이번에는 보기 좋게 깨뜨릴 수 있었다. 그러나 그 여파로 다케이와타쓰노미코토는 엉덩방아를 찧으면서 ‘타테누’(立てぬ)라고 외쳤고, 이후 그 곳은 ‘다테노’(立野)라고 불리게 되었다.
깨진 곳에서 많은 물이 흘러 폭포가 되었고, 사슴 여러 마리도 떠내려갔기 때문에, 이후 ‘수가루노다키’(数鹿流滝)라고 불리게 되었다. 호수가 생기면서 바닥에서 거대한 메기가 나타났다. 메기가 호수를 막고 있었기 때문에 다케이와타쓰노미코토는 메기를 칼로 베었고, 드디어 호수는 다시 흐를 수 있었다고 한다. 또한 칼데라 호수에 있던 메기가 표류한 곳이 현재 카시마 마치치(嘉島町)에 메기라는 지명이 되었다고 알려져 있다.

### 고메즈카(米塚)

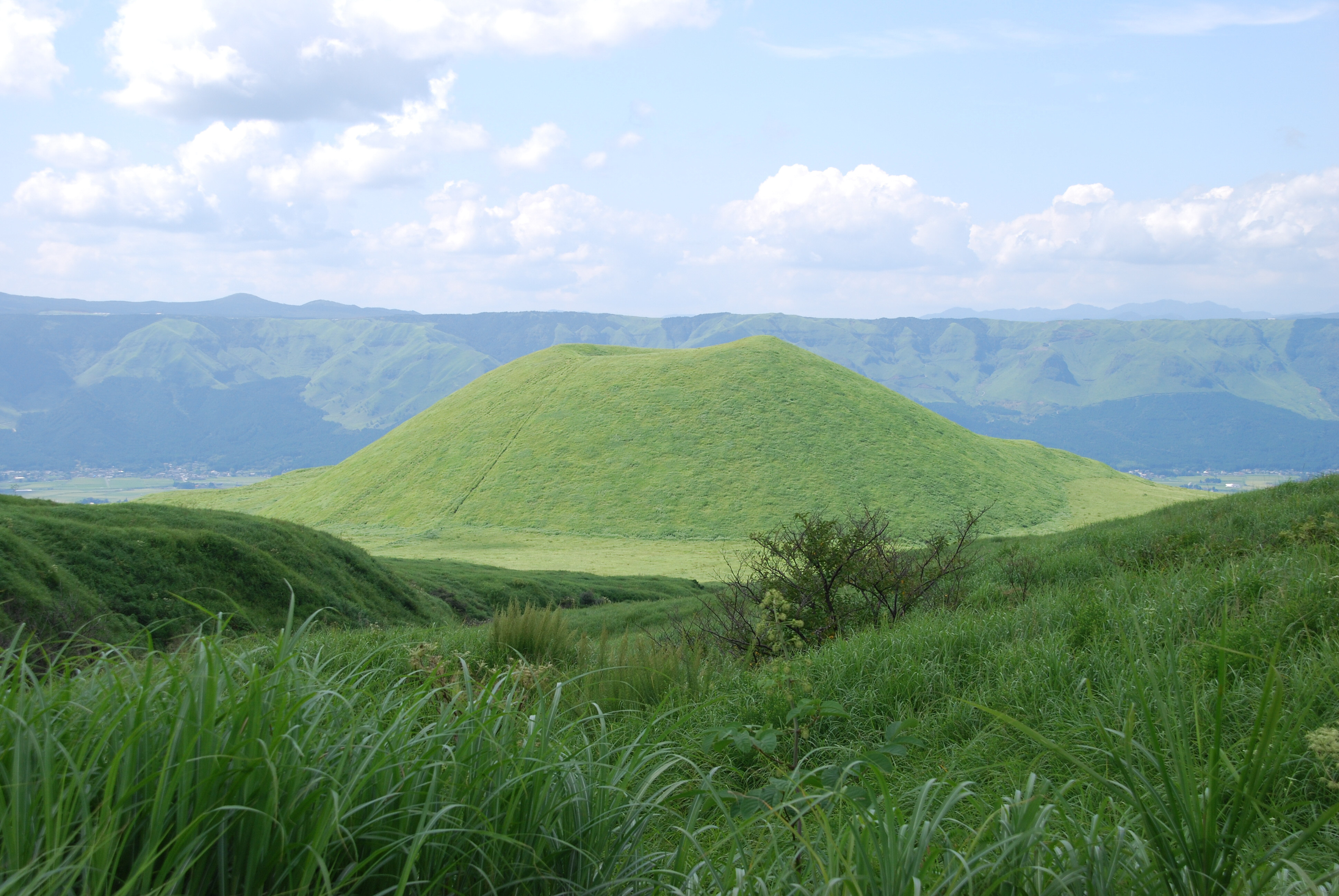
아소산 고메즈카

쿠사센리(草千里) 아래 약 100m 정도의 코메즈카(米塚)라는 작은 산이 있다. 전설에서는 다케이와다쓰노미코토(健磐龍命)가 수확한 쌀을 쌓아 만들었다고 한다. 가난한 사람들에게 쌀을 나누어 주어서 정상부가 움푹 패게 되었다고 한다. 일본의 명승과 천연기념물로 지정되어 있다.

### 마토이시 전설
아소시 마토이시(的石) 지명의 어원이기도 하다. 마토이시(的石)는 북외륜산 기슭에 있는 바위로 옛날부터 아소신사의 제신이다. 다케이와다쓰노미코토(健磐龍命, 아소의 대명신)는 오죠다케(往生岳)에서 활 연습을 하였다. 아소 대명신(阿蘇大明神)이 오죠다케에서 쏜 화살은 마토이시까지 다다랐는데(약 7km 거리), ‘키하찌(鬼八)’라는 발 빠른 남자가 가져다주었다. 그는 99번까지는 화살을 잘 가져다주었지만, 100번째에는 피곤하여 마토이시에서 오죠다케을 향해 화살을 던져서 돌려주었다. 그 화살이 우연하게도 아소 대명신의 허벅다리에 맞아버렸고, 화가난 아소 대명신은 키하찌를 혼내려고 뒤쫓아갔다. 키하찌는 아소산 밖까지 달아났다가 거기에서 한숨을 돌리고, 여덟 번 방귀를 뀌었는데, 그곳의 지명인 야베(矢部)의 어원이 되었다고 한다.
그는 결국 잡혀서 머리가 잘렸지만 바로 목이 다시 붙어 버리곤 했다. 팔다리를 잘라보았지만 역시나 마찬가지였다. 그래서 아소 대명신은 키하찌의 몸을 갈기갈기 찢어서 멀리 떨어진 곳에 묻어버렸다. 그랬더니 키하찌는 소생할 수 없게 되었다. 그러나 그 후에 키하찌의 원한은 아소 땅에 이른 서리를 내리게 하여 농작물에 큰 피해를 입혔다. 그래서 아소 대명신은 시모노미야(霜の宮)라고 하는 신사를 세워서 키하찌의 원혼을 달랬다.
현재에도 시모미야신사는 어린 여자 아이가 59일간 불을 끄지 않고 조용히 지내는 행사가 남아 있다. 또한 다카치호정에도 키하찌 전설이 남아 있다.

## 같이 보기
- 화산
- 아소쿠주 국립공원
- 아소시